# La Chapelle-Neuve (Morbihan)
Chapelle-Neuve (bret. Ar Chapel-Nevez) to miejscowość i gmina we Francji, w regionie Bretania, w departamencie Morbihan.
Według danych na rok 1990 gminę zamieszkiwały 732 osoby, a gęstość zaludnienia wynosiła 33 osoby/km² (wśród 1269 gmin Bretanii Chapelle-Neuve plasuje się na 703. miejscu pod względem liczby ludności, natomiast pod względem powierzchni na miejscu 445.).